# Campeonato Zambiano de Futebol
A Zambia Super League (em português: Super Liga da Zâmbia), também conhecido como MTN/FAZ Super Division devido a razões de patrocinio, é a principal divisão da Zâmbia. Foi criado em 1962.

## Clubes de 2019-20[2]
| Clube              | Cidade   |
| ------------------ | -------- |
| Buildcon           | Ndola    |
| Forest Rangers     | Ndola    |
| Green Buffaloes    | Lusaka   |
| Green Eagles       | Lusaka   |
| Kabwe Warriors     | Kabwe    |
| Kabwe YSA FC       | Kabwe    |
| Kansanshi Dynamos  | Solwezi  |
| Lumwana Radiants   | Solwezi  |
| Lusaka Dynamos     | Lusaka   |
| Mufulira Wanderers | Mufulira |
| Nakambala Leopards | Mazabuka |
| NAPSA Stars        | Lusaka   |
| Nkana              | Kitwe    |
| Nkwazi             | Lusaka   |
| Power Dynamos      | Kitwe    |
| Red Arrows         | Lusaka   |
| Zanaco             | Lusaka   |
| ZESCO United       | Ndola    |

## Lista de Campeões
| Liga Nacional de Futebol da Rodésia do Norte | Liga Nacional de Futebol da Rodésia do Norte | Liga Nacional de Futebol da Rodésia do Norte | Liga Nacional de Futebol da Rodésia do Norte | Liga Nacional de Futebol da Rodésia do Norte | Liga Nacional de Futebol da Rodésia do Norte | Liga Nacional de Futebol da Rodésia do Norte |
| Edição                                       | Ano                                          | Campeão                                      | Vice-campeão                                 | Terceiro colocado                            | Artilheiro(s)                                | Gols                                         |
| -------------------------------------------- | -------------------------------------------- | -------------------------------------------- | -------------------------------------------- | -------------------------------------------- | -------------------------------------------- | -------------------------------------------- |
| 1ª                                           | 1962                                         | Roan United (1.°)                            | Nchanga Sports                               | City of Lusaka                               |                                              |                                              |
| 2ª                                           | 1963                                         | Mufulira Wanderers (1.°)                     | Roan United                                  |                                              |                                              |                                              |
| Primeira Divisão da Zâmbia                   |                                              |                                              |                                              |                                              |                                              |                                              |
| Edição                                       | Ano                                          | Campeão                                      | Vice-campeão                                 | Terceiro colocado                            | Artilheiro(s)                                | Gols                                         |
| 3ª                                           | 1964                                         | City of Lusaka (1.°)                         | Roan United                                  |                                              |                                              |                                              |
| 4ª                                           | 1965                                         | Mufulira Wanderers (2.°)                     |                                              |                                              |                                              |                                              |
| 5ª                                           | 1966                                         | Mufulira Wanderers (3.°)                     | Rhokana United                               |                                              |                                              |                                              |
| 6ª                                           | 1967                                         | Mufulira Wanderers (4.°)                     |                                              |                                              |                                              |                                              |
| 7ª                                           | 1968                                         | Kabwe Warriors (1.°)                         |                                              |                                              |                                              |                                              |
| 8ª                                           | 1969                                         | Mufulira Wanderers (5.°)                     |                                              |                                              |                                              |                                              |
| 9ª                                           | 1970                                         | Kabwe Warriors (2.°)                         |                                              |                                              |                                              |                                              |
| 10ª                                          | 1971                                         | Kabwe Warriors (3.°)                         |                                              |                                              |                                              |                                              |
| 11ª                                          | 1972                                         | Kabwe Warriors (4.°)                         | Nchanga Rangers                              | Rhokana United                               |                                              |                                              |
| 12ª                                          | 1973                                         | Green Buffaloes (1.°)                        |                                              |                                              |                                              |                                              |
| 13ª                                          | 1974                                         | Green Buffaloes (2.°)                        |                                              |                                              |                                              |                                              |
| 14ª                                          | 1975                                         | Green Buffaloes (3.°)                        |                                              |                                              |                                              |                                              |
| 15ª                                          | 1976                                         | Mufulira Wanderers (6.°)                     |                                              |                                              |                                              |                                              |
| 16ª                                          | 1977                                         | Green Buffaloes (4.°)                        |                                              |                                              |                                              |                                              |
| 17ª                                          | 1978                                         | Mufulira Wanderers (7.°)                     |                                              |                                              |                                              |                                              |
| 18ª                                          | 1979                                         | Green Buffaloes (5.°)                        |                                              |                                              |                                              |                                              |
| Super Liga da Zâmbia                         |                                              |                                              |                                              |                                              |                                              |                                              |
| Edição                                       | Ano                                          | Campeão                                      | Vice-campeão                                 | Terceiro colocado                            | Artilheiro(s)                                | Gols                                         |
| 19ª                                          | 1980                                         | Nchanga Rangers (1.°)                        |                                              |                                              |                                              |                                              |
| 20ª                                          | 1981                                         | Green Buffaloes (6.°)                        |                                              |                                              |                                              |                                              |
| 21ª                                          | 1982                                         | Nkana (1.°)                                  |                                              |                                              |                                              |                                              |
| 22ª                                          | 1983                                         | Nkana (2.°)                                  |                                              |                                              |                                              |                                              |
| 23ª                                          | 1984                                         | Power Dynamos (1.°)                          |                                              |                                              |                                              |                                              |
| 24ª                                          | 1985                                         | Nkana (3.°)                                  |                                              |                                              |                                              |                                              |
| 25ª                                          | 1986                                         | Nkana (4.°)                                  | Green Buffaloes                              | Power Dynamos                                |                                              |                                              |
| 26ª                                          | 1987                                         | Kabwe Warriors (5.°)                         |                                              |                                              |                                              |                                              |
| 27ª                                          | 1988                                         | Nkana (5.°)                                  |                                              |                                              |                                              |                                              |
| 28ª                                          | 1989                                         | Nkana (6.°)                                  |                                              |                                              |                                              |                                              |
| 29ª                                          | 1990                                         | Nkana (7.°)                                  |                                              |                                              |                                              |                                              |
| 30ª                                          | 1991                                         | Power Dynamos (2.°)                          | Nkana                                        | Mufulira Wanderers                           |                                              |                                              |
| 31ª                                          | 1992                                         | Nkana (8.°)                                  |                                              |                                              |                                              |                                              |
| 32ª                                          | 1993                                         | Nkana (9.°)                                  | Power Dynamos                                | Roan United                                  |                                              |                                              |
| 33ª                                          | 1994                                         | Power Dynamos (3.°)                          | Zamsure FC                                   | Mufulira Wanderers                           |                                              |                                              |
| 34ª                                          | 1995                                         | Mufulira Wanderers (8.°)                     | Power Dynamos                                | Zamsure FC                                   |                                              |                                              |
| 35ª                                          | 1996                                         | Mufulira Wanderers (9.°)                     |                                              |                                              |                                              |                                              |
| 36ª                                          | 1997                                         | Power Dynamos (4.°)                          | Nkana                                        | Nchanga Rangers                              |                                              |                                              |
| 37ª                                          | 1998                                         | Nchanga Rangers (2.°)                        | Kabwe Warriors                               | Nkana                                        |                                              |                                              |
| 38ª                                          | 1999                                         | Nkana (10.°)                                 | Zamsure FC                                   | Nchanga Rangers                              |                                              |                                              |
| 39ª                                          | 2000                                         | Power Dynamos (5.°)                          | Nkana                                        | Zanaco                                       |                                              |                                              |
| 40ª                                          | 2001                                         | Nkana (11.°)                                 | Zanaco                                       | Kabwe Warriors                               |                                              |                                              |
| 41ª                                          | 2002                                         | Zanaco (1.°)                                 | Power Dynamos                                | Green Buffaloes                              |                                              |                                              |
| 42ª                                          | 2003                                         | Zanaco (2.°)                                 | Green Buffaloes                              | Kabwe Warriors                               |                                              |                                              |
| 43ª                                          | 2004                                         | Red Arrows (1.°)                             | Green Buffaloes                              | Zanaco                                       |                                              |                                              |
| 44ª                                          | 2005                                         | Zanaco (3.°)                                 | ZESCO United                                 | Power Dynamos                                |                                              |                                              |
| Primeira Liga da Zâmbia                      |                                              |                                              |                                              |                                              |                                              |                                              |
| Edição                                       | Ano                                          | Campeão                                      | Vice-campeão                                 | Terceiro colocado                            | Artilheiro(s)                                | Gols                                         |
| 45ª                                          | 2006                                         | Zanaco (4.°)                                 | Green Buffaloes                              | Power Dynamos                                |                                              |                                              |
| 46ª                                          | 2007                                         | ZESCO United (1.°)                           | Green Buffaloes                              | Power Dynamos                                |                                              |                                              |
| 47ª                                          | 2008                                         | ZESCO United (2.°)                           | Red Arrows                                   | Green Buffaloes                              |                                              |                                              |
| 48ª                                          | 2009                                         | Zanaco (5.°)                                 | ZESCO United                                 | Power Dynamos                                |                                              |                                              |
| Super Divisão da Zâmbia                      |                                              |                                              |                                              |                                              |                                              |                                              |
| Edição                                       | Ano                                          | Campeão                                      | Vice-campeão                                 | Terceiro colocado                            | Artilheiro(s)                                | Gols                                         |
| 49ª                                          | 2010                                         | ZESCO United (3.°)                           | Nchanga Rangers                              | Green Buffaloes                              |                                              |                                              |
| 50ª                                          | 2011                                         | Power Dynamos (6.°)                          | Red Arrows                                   | Konkola Blades                               |                                              |                                              |
| 51ª                                          | 2012                                         | Zanaco (6.°)                                 | Power Dynamos                                | ZESCO United                                 |                                              |                                              |
| 52ª                                          | 2013                                         | Nkana (12.°)                                 | ZESCO United                                 | Nchanga Rangers                              |                                              |                                              |
| 53ª                                          | 2014                                         | ZESCO United (4.°)                           | Power Dynamos                                | Zanaco                                       |                                              |                                              |
| Super Liga da Zâmbia                         |                                              |                                              |                                              |                                              |                                              |                                              |
| Edição                                       | Ano                                          | Campeão                                      | Vice-campeão                                 | Terceiro colocado                            | Artilheiro(s)                                | Gols                                         |
| 54ª                                          | 2015                                         | ZESCO United (5.°)                           | Zanaco                                       | Power Dynamos                                |                                              |                                              |
| 55ª                                          | 2016                                         | Zanaco (7.°)                                 | ZESCO United                                 | Nkana                                        |                                              |                                              |
| 56ª                                          | 2017                                         | ZESCO United (6.°)                           | Zanaco                                       | Nkana                                        |                                              |                                              |
| 57ª                                          | 2018                                         | ZESCO United (7.°)                           | Nkana                                        | Green Buffaloes                              |                                              |                                              |
| 58ª                                          | 2019                                         | ZESCO United (8.°)                           | Green Buffaloes                              | Buildcon FC                                  |                                              |                                              |
| 59ª                                          | 2019-20                                      | Nkana (13.°)                                 | Forest Rangers                               | Green Eagles                                 | James Chamanga Jesse Were                    | 11                                           |
| 60ª                                          | 2020-21                                      | ZESCO United (9.°)                           | Zanaco                                       | Red Arrows                                   | Friday Samu Stephen Phiri                    | 13                                           |
| 61ª                                          | 2021-22                                      | Red Arrows (2.°)                             | ZESCO United                                 | Green Eagles                                 |                                              |                                              |
| 62ª                                          | 2022-23                                      | Power Dynamos (7.°)                          | Maestro United                               | ZESCO United                                 |                                              |                                              |

- : campeonatos consecutivos
- : soma de dez títulos

1. O Nkana Football Club foi fundado como Rhokana United.

### Títulos por clube
| Clube              | Campeão | Anos do Títulos                                                                 | Vice | Anos do Vice                       |
| ------------------ | ------- | ------------------------------------------------------------------------------- | ---- | ---------------------------------- |
| Nkana              | 13      | 1982, 1983, 1985, 1986, 1988, 1989, 1990, 1992, 1993, 1999, 2001, 2013, 2019-20 | 5    | 1966, 1991, 1997, 2000, 2018       |
| ZESCO United       | 9       | 2007, 2008, 2010, 2014, 2015, 2017, 2018, 2019, 2020-21                         | 5    | 2005, 2009, 2013, 2016, 2021-22    |
| Mufulira Wanderers | 9       | 1963, 1965, 1966, 1967, 1969, 1976, 1978, 1995, 1996                            | 0    |                                    |
| Zanaco             | 7       | 2002, 2003, 2005, 2006, 2009, 2012, 2016                                        | 4    | 2001, 2015, 2017, 2020-21          |
| Power Dynamos      | 7       | 1984, 1991, 1994, 1975, 2000, 2011, 2022-23                                     | 5    | 1993, 1995, 2002, 2012, 2014       |
| Green Buffaloes    | 6       | 1973, 1974, 1975, 1977, 1979, 1981                                              | 6    | 1986, 2003, 2004, 2006, 2007, 2019 |
| Kabwe Warriors     | 5       | 1968, 1970, 1971, 1972, 1987                                                    | 1    | 1998                               |
| Nchanga Rangers    | 2       | 1980, 1998                                                                      | 2    | 1972, 2010                         |
| Red Arrows         | 2       | 2004, 2021-22                                                                   | 2    | 2008, 2011                         |
| Roan United        | 1       | 1962                                                                            | 2    | 1963, 1964                         |
| City of Lusaka     | 1       | 1964                                                                            | 0    |                                    |
| Zamsure FC         | 0       |                                                                                 | 2    | 1994, 1999                         |
| Nchanga Sports     | 0       |                                                                                 | 1    | 1962                               |
| Forest Rangers     | 0       |                                                                                 | 1    | 2019-20                            |
| Maestro United     | 0       |                                                                                 | 1    | 2022-23                            |

## Titulo por Cidades
| Cidade   | N° | Clubes                                              |
| -------- | -- | --------------------------------------------------- |
| Kitwe    | 20 | Nkana, Power Dynamos.                               |
| Lusaka   | 15 | Zanaco, Green Buffaloes, Red Arrows, City of Lusaka |
| Mufulira | 9  | Mufulira Wanderers                                  |
| ndola    | 7  | ZESCO United                                        |
| Kabwe    | 5  | Kabwe Warriors                                      |
| Chingola | 2  | Nchanga Rangers                                     |
| Luanshya | 1  | Roan United                                         |

## Participaçoes na CAF
Liga dos Campeões da CAF
| Clube              | N° | Ano                                                                                      |
| ------------------ | -- | ---------------------------------------------------------------------------------------- |
| Nkana              | 14 | 1983, 1984, 1986, 1987, 1989, (1990), 1991, 1992, 1993, 1994, 2000, 2002, 2014, 2018-19. |
| Zanaco             | 08 | 2003, 2004, 2006, 2007, 2010, 2013, 2017, 2018.                                          |
| ZESCO united       | 08 | 2008, 2009, 2011, 2015, 2016, 2018, 2018-19, 2019-20.                                    |
| Power Dynamos      | 05 | 1985, 1995, 1998, 2001, 2012.                                                            |
| Green Buffaloes    | 05 | 1974, 1975, 1976, 1978, 1982.                                                            |
| Mufulira Wanderers | 04 | 1977, 1979, 1996, 1997.                                                                  |
| Kabwe Warriors     | 03 | 1972, 1973, 1988.                                                                        |
| Nchanga Rangers    | 02 | 1981, 1999.                                                                              |
| Red Arrows         | 01 | 2005.                                                                                    |
| Green Eagles       | 01 | 2019-20                                                                                  |